# Chiesa del Santissimo Crocifisso (Carpi)
La chiesa del Santissimo Crocifisso, anche chiamata santuario del Santissimo Crocifisso o santuario dell'Adorazione Perpetua, è una chiesa  sussidiaria di Carpi, in via San Bernardino da Siena, 14. Appartiene alla zona pastorale 1 della diocesi e risale al XVIII secolo.

## Storia
Il primo oratorio pensato per esporre l'affresco raffigurante la Deposizione di Cristo dalla Croce, oggetto di grande devozione da parte della popolazione, fu progettato da Giacomo Lucenti ed edificato attorno al 1724. Il luogo di culto era di piccole dimensioni e pochi anni dopo fu ritenuto non adeguato per le necessità dei fedeli di Carpi e al suo posto nel 1763 fu edificato il santuario che ci è pervenuto, su progetto di Carlo Lugli.
La chiesa venne affidata sin dai primi tempi alla Confraternita dei Sacchi Neri e solo nel 1950 divenne sede della Confraternita dell'Adorazione Perpetua.

## Descrizione

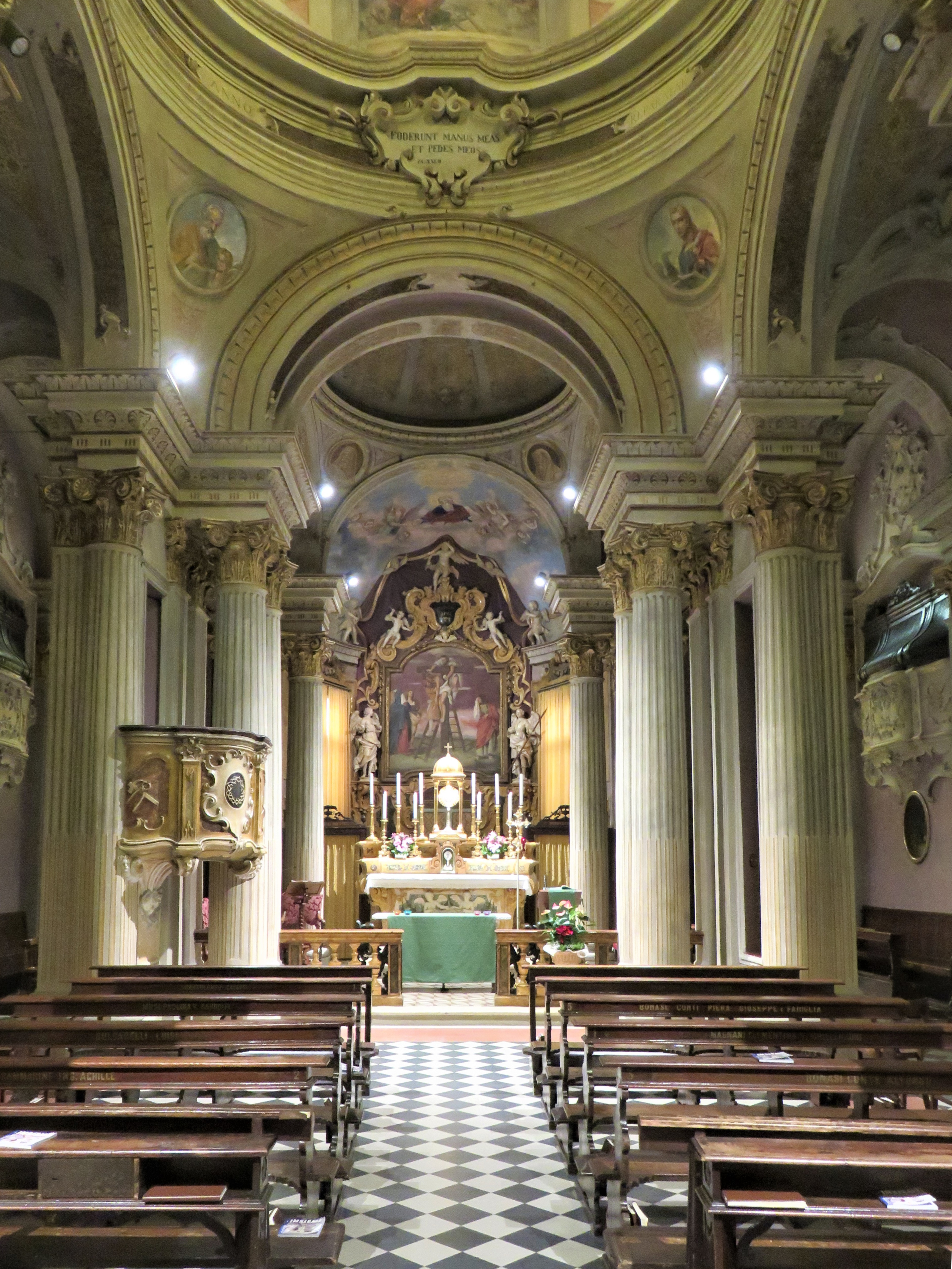
L'interno

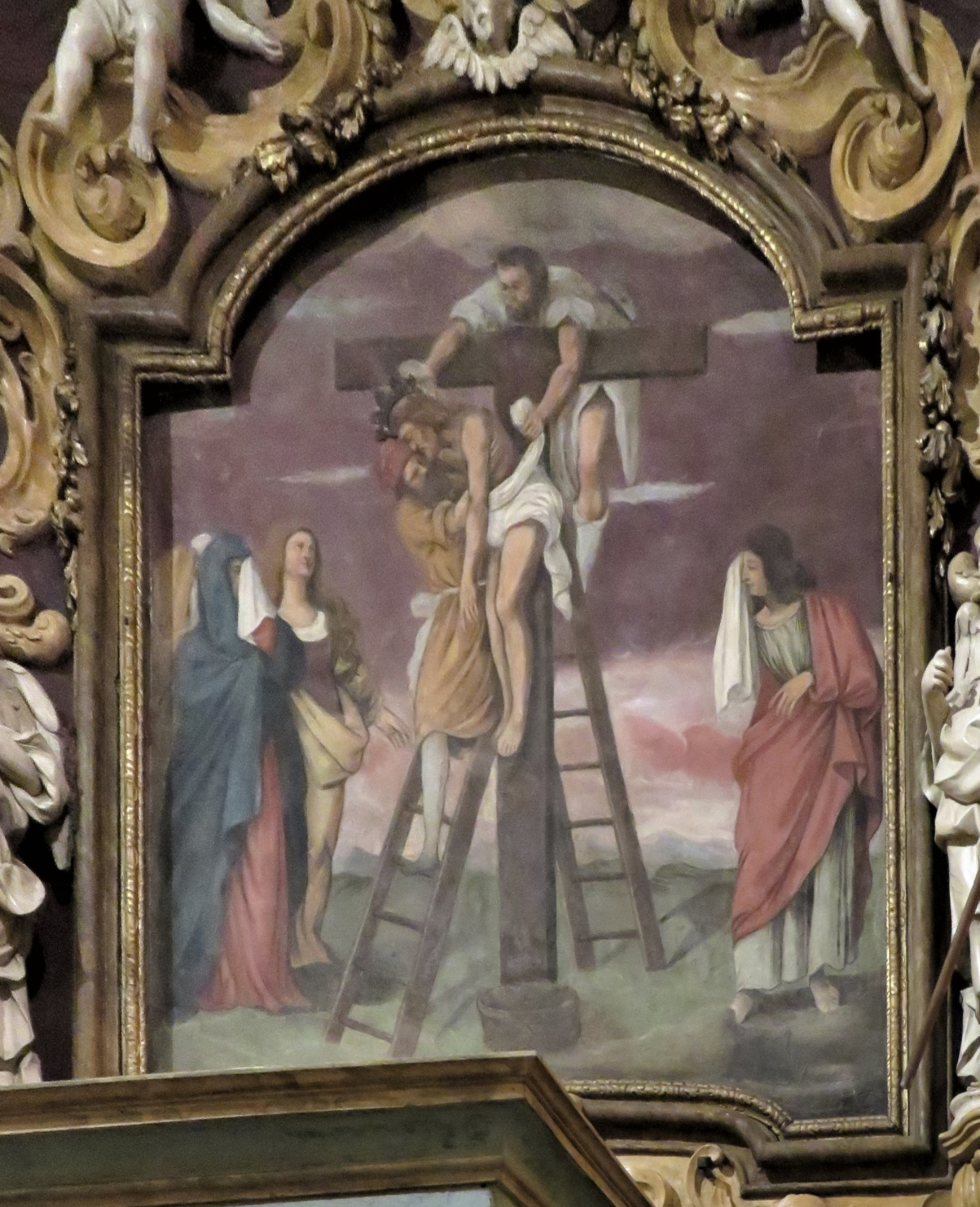
Deposizione di Cristo dalla Croce, opera attribuita a Bartolomeo Ranzani e conservata nell'abside della chiesa.

La chiesa, che appartiene alla parrocchia di San Francesco d'Assisi, si trova vicina al centro storico in via San Bernardino da Siena con orientamento verso sud ovest.
Lo stile architettonico è tardo barocco con richiami al rococò ed è un esempio importante di tali stili in tutta l'area dell'Emilia.
Il prospetto principale con decorazioni a stucco è molto elaborato e l'andamento curvilineo che caratterizza tutti gli elementi decorativi e di cornice culmina in un timpano spezzato da un piccolo rialzo per la croce. L'intera facciata presenta grandi aperture che portano luce all'interno. Il portale principale è affiancato da due portali laterali e, sopra ogni ingresso, si trova una grande finestra.
Il primo oratorio pensato per esporre l'affresco raffigurante la Deposizione di Cristo dalla Croce, oggetto di grande devozione da parte della popolazione, fu progettato da Giacomo Lucenti ed edificato attorno al 1724. Il luogo di culto era di piccole dimensioni e pochi anni dopo fu ritenuto non adeguato per le necessità dei fedeli di Carpi e al suo posto nel 1763 fu edificato il santuario che ci è pervenuto, su progetto di Carlo Lugli.
L'interno, a navata unica e con pianta centralizzata, è ricco di decorazioni e di effetti scenografici. Nella zona absidale si trova la pala d'altare in scagliola e stucco che racchiude la storica Deposizione di Cristo dalla Croce, opera attribuita a Bartolomeo Ranzani. Sotto di questa si trova l'organo costruito da Domenico Traeri.
Sotto la cantoria di sinistra è notevole il medaglione raffigurante la Madonna degli angeli opera di Antonio Begarelli.

## Danni dal terremoto
La chiesa ha subito diversi danni di non grave entità durante il terremoto dell'Emilia del 2012 ed è rimasta chiusa al culto diversi anni. In particolare è stato necessario curare le decorazioni a stucco che si sono rivelate particolarmente delicate e consolidare la struttura della lanterna. 
Restaurata ed inaugurata dopo i lavori di ripristino alla sala, è rimasta ancora inagibile ai fedeli sino alla definitiva chiusura del cantiere che ha interessato la canonica.